# 背靠背，脸对脸
《背靠背，脸对脸》是黄建新、楊亞洲联合执导的一部彩色电影，1994年上映。该片据刘醒龙小说《秋风醉了》改编，讲述文化馆馆长王双立的官场沉浮和家庭生活，与1992年的《站直啰！别趴下》、1995年的《红灯停绿灯行》合称“都市百态三部曲”。

## 情节
某市文化馆正在进行一次关于馆长人选的民意测验。王双立当了十年副馆长、三年代馆长。他兢兢业业，把文化馆管理得有条不紊。不仅群众，连自己也认为理所当然地必然会被“扶正”。他投了自己一票。王双立打算用公开考试的方式，不露痕迹地接受管文化的冷局长之女冷冰冰来馆工作。可考试前，局长偏要显示“清廉”，通知王其女不来赴试。王双立急中生智用假考试的办法，不录取任何一个应试者，以免得罪局长和各方人士。正馆长的任命终于下来，不是王双立，而是原来任乡长的农村人老马。局领导认为王双立“不够谦虚”，并当面教导他要经得住考验。
馆内的许多人站在王双立一边，如：李会计、摄影员猴子、文学组组长老宋等等。而老马文化不行，又不懂官场之道。王双立和自己的支持者一起，通过拆房盖歌舞厅，揭露音乐组的老罗用公款购藤椅，对付卫生大检查，举办“抗洪救灾展览会”等一系列的举动，终于使马馆长既令局领导恼火又不得馆内人心。马馆长被撤职了。王双立又被任命为代馆长。
王双立为之精神大振，上下奔波搞到贷款，找石经理的公司为文化馆建成歌舞厅。开业的晚会上，市、局领导表扬了他的能力和业绩。然而，局领导临走时，却向王双立宣布：由冷局长的秘书小阎来任文化馆馆长。王双立抑制住心头的愤怒和委屈，独自一人呆坐在人已散尽的舞厅里，只有冷冰冰留下来安慰他。
王双立的父亲利用修鞋的机会，与小阎大闹一场，使小阎遭受停职检查。王双立再次被任命为代馆长。王双立又为文化馆奔波，当他风尘仆仆地出差归来时，小阎的检查已告结束，官复原职。李会计倒在小阎一边，仗势欺人。王双立心灰意冷，终于病倒了。此后，王双立远离官场，他躲在家里写毛笔字。住院期间贿赂高院长求其开女儿有心脏病的假证明信以便再生一胎，对正科级的文化馆长不再感兴趣。
正当小阎干得热火朝天的时候，文化馆的镭射电影厅由于猴子捣鬼被查封，小阎又与女职员肖乐乐私奔了。文化馆馆长的职位再次成了空缺。突然，文化局长命人通知王双立马上到馆里开会。王双立再次向文化馆走去……

## 风格与主旨
该片通过描画一个基层文化馆干部在一段时间内升降去留的生活轨迹，揭示和呈现了现代化社会中盘根错节、复杂微妙的人际关系，反映和批判了当前社会政治、经济生活中的不正之风。
影片主角王双立是一个性格多重的人，既有权利欲，又想规规矩矩干一番事业。叙事结构以王双立是否能当上正馆长为主线展开叙事，同时又以王双立的家庭生活，即以王父因想要孙子，而与儿子、儿媳、孙女的矛盾冲突作为副线辅助。两条线索的互补与交叉，增添了立体感，使人物性格得到多层面、多角度的呈现。

## 演职员表
- 牛振华 饰 王双立
- 林海海 饰 仿　兰（王双力的妻子）
- 句　号 饰 李会计
- 雷恪生 饰 老　马
- 李　强 饰 小　阎
- 刘国祥 饰 王　父
- 王劲松 饰 猴　子
- 温谦|温　谦 饰 老　宋
- 徐学政 饰 老　罗
- 佘南南 饰 冷冰冰
- 戈治均 饰 冷局长
- 吴玮玲 饰 肖乐乐
- 马载军 饰 徐副局长
- 张嘉译 饰 石经理
- 张　艺 饰 红　红
- 韩炳杰 饰 高院长
- 杨亚洲 饰 组织处长
- 金馥荔 饰 女干部

## 获得奖项
- 1994年东京电影节最佳男演员奖
- 中国珠海·海峡两岸暨香港电影节最佳故事片奖
- 1995年第15届中国电影金鸡奖最佳导演、最佳合拍片奖
- 北京大学生电影节最佳故事片奖。[2]

## 外部連結
- 豆瓣电影上《背靠背，脸对脸》的資料 （简体中文）
- 时光网上《背靠背，脸对脸》的資料（简体中文）
- AllMovie上《背靠背，脸对脸》的资料（英文）
- 香港影庫上《背靠背，脸对脸》的資料（繁體中文）
- 互联网电影数据库（IMDb）上《背靠背，脸对脸》的资料（英文）